# 1. Fußballclub Lokomotive Leipzig (femminile)
Il 1. Fußballclub Lokomotive Leipzig e.V., citato anche come 1. FC Lok o Lok Leipzig e in italiano Lokomotive Lipsia o più semplicemente Lipsia, fu una squadra di calcio femminile tedesca, sezione dell'omonimo club con sede nella città di Lipsia, in Sassonia.
Istituita nel 2004 rilevando dopo il suo fallimento la precedente VfB Leipzig, disputò nove stagioni, per la maggior parte in 2. Frauen-Bundesliga, secondo livello del campionato tedesco di categoria, arrivando a giocare in Frauen-Bundesliga nel campionato 2011-2012, prima della decisione della società di sciogliere la sezione femminile al termine della stagione 2012-2013. Successivamente l'organico andò a istituire una nuova società, la Frauenfußball-Verein Leipzig (FFV Lipsia).

## Palmarès
- Regionalliga Süd: 1

2005-2006 (Nordost)